# Duluth (Minnesota)
Duluth – (wym. ang. [dəˈluːθ]) miasto w północnej części kontynentalnych Stanów Zjednoczonych, w stanie Minnesota. Ważny port śródlądowy i morski nad Jeziorem Górnym, połączony z Atlantykiem Drogą Wodną Świętego Wawrzyńca.

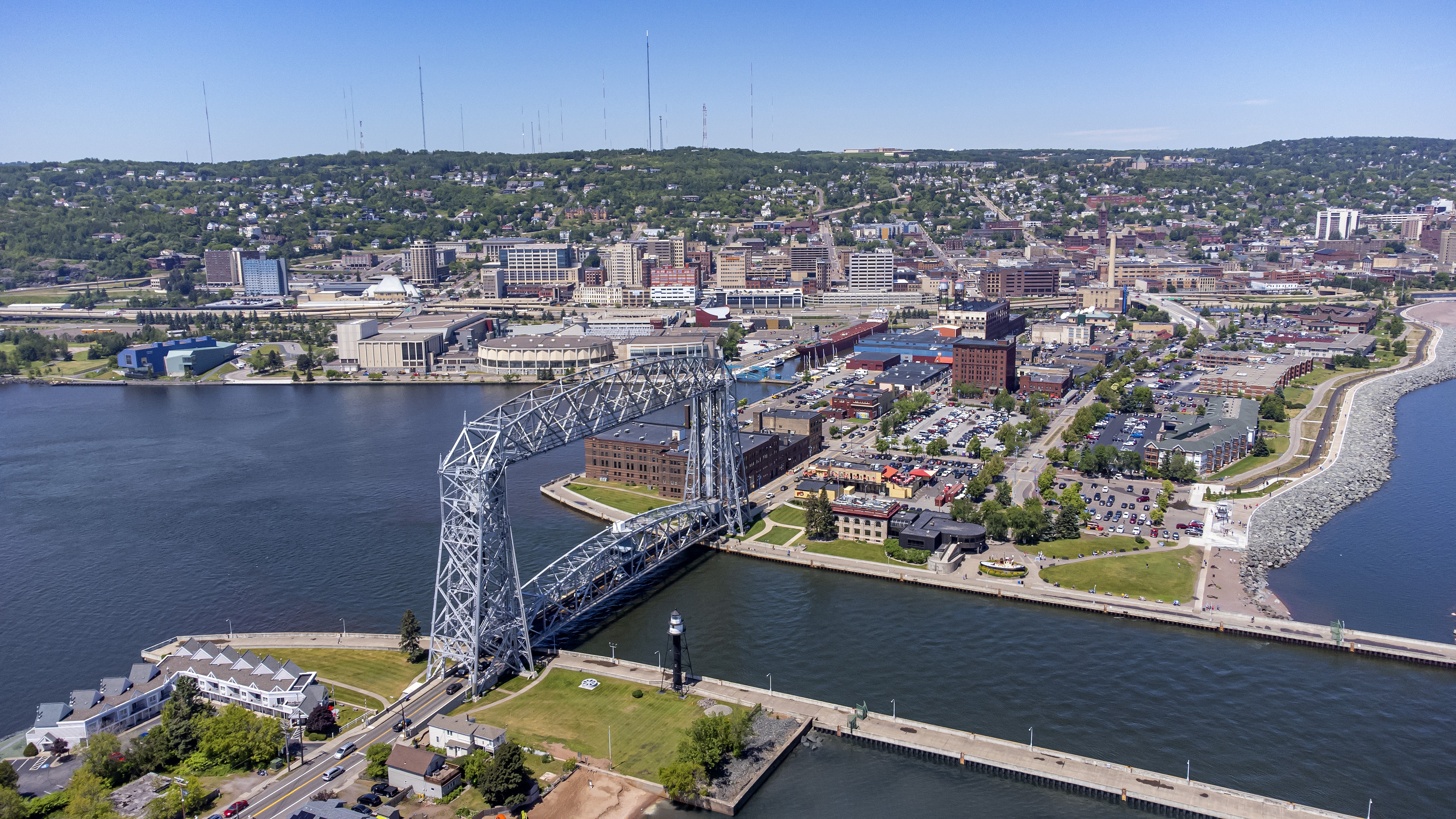
Aerial Lift Bridge

W 2019 miasto liczyło 85,6 tys. mieszkańców, a jego obszar metropolitalny w 2000 zamieszkiwało 291,3 tys. osób.
Jedną z atrakcji turystycznych miasta jest Aerial Lift Bridge, czyli most działający na zasadzie windy: kiedy statek przepływa, dolne przęsło podnoszone jest w górę.
W mieście rozwinął się przemysł rafineryjny, spożywczy, stoczniowy, maszynowy oraz hutniczy.
Od 1947 w mieście działa University of Minnesota Duluth.

## Znane osoby związane z miastem
- Mason Aguirre – olimpijczyk (snowboarding)
- Berard Józef Bulsiewicz – kapłan, misjonarz, powstaniec styczniowy.
- Maria Bamford – aktorka
- Carol Bly – pisarka, żona Roberta Blya
- Bill Berry – perkusista R.E.M.
- Thomas Bujack – potentat kolejowy
- Bob Dylan – piosenkarz, kompozytor i autor tekstów
- Tyler George – mistrz olimpijski w curlingu
- Roger Grimsby – dziennikarz, dziennikarz TV, aktor
- Stanisław Iciek – polski duchowny
- Scott Jurek – ultramaratończyk
- Lenny Lane – zawodowy wrestler
- Bill Irwin („The Goon”) – zawodowy wrestler
- Dorothy Arnold (Olson) – aktorka, pierwsza żona baseballisty Joe DiMaggio
- David Oreck – biznesmen
- Don LaFontaine – udziela swojego głosu w reklamowych zapowiedziach filmów, reklamach TV, promocjach i grach wideo
- Lorenzo Music – aktor
- Jake Potocnik – wynalazca Ped Egg
- Charlie Parr – muzyk bluesowy
- Rick Rickert – gracz baseballowy w New Zealand Breakers
- Phil Solem – muzyk
- Alan Sparhawk i Mimi Parker – założyciele alternatywnej grupy rockowej Low

## Miasta partnerskie
- Pietrozawodsk, Rosja
- Växjö, Szwecja
- Ohara, Japonia
- Thunder Bay, Kanada